# Matoliny

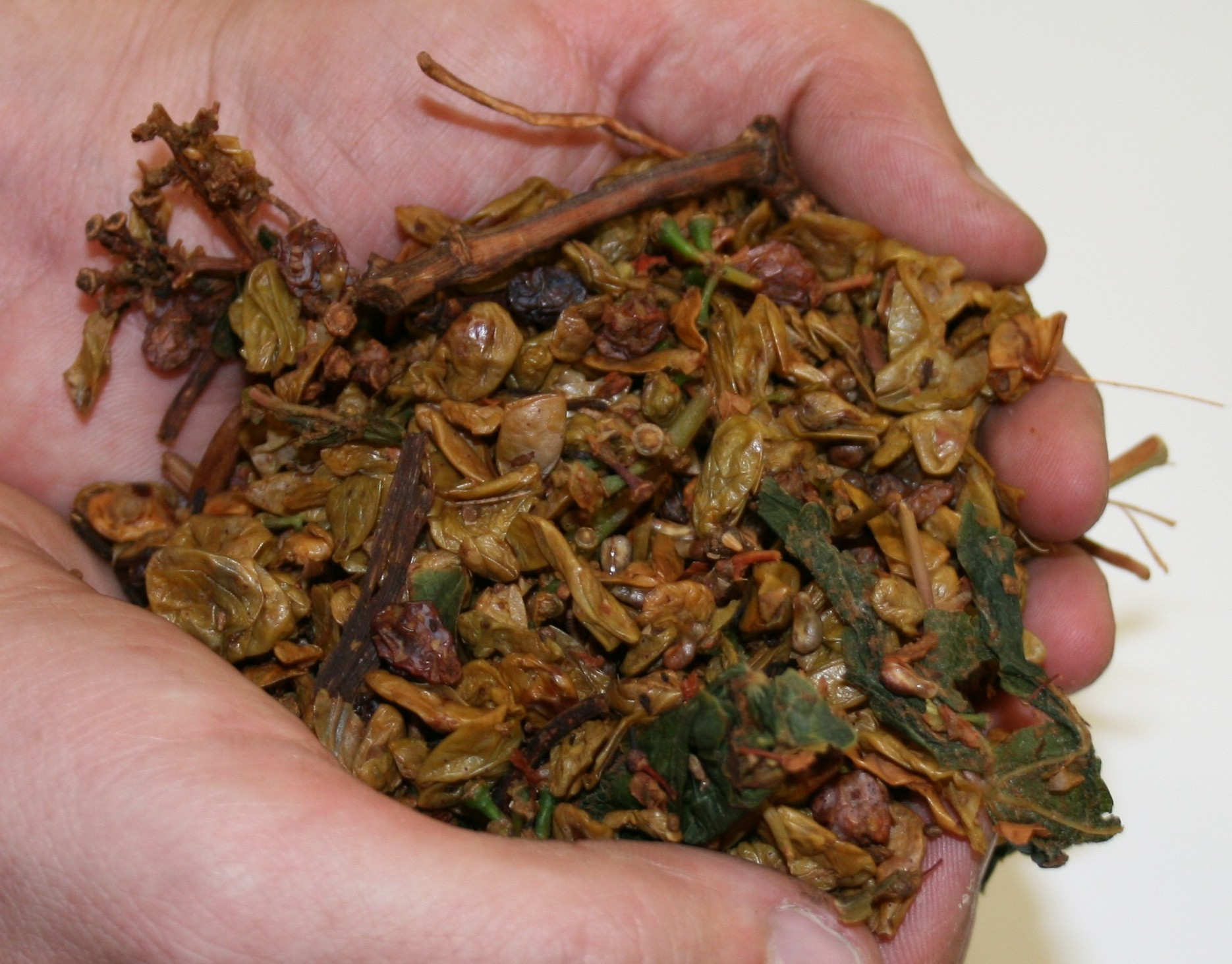
Matoliny

Matoliny jsou pevné zbytkové produkty po vylisování hrozna či jiného ovoce – třapiny, stopky či slupky. Vylisováním se odstraní až dvě třetiny obsahu použitého ovoce (výlisnost je závislá na druhu ovoce a použitém lisu), zbytek jsou pak matoliny.

## Zpracování matolin
Matoliny se musí ihned po vylisování zpracovat – rychle se na vzduchu kazí.
- vinné a ovocné matoliny obsahující dostatek cukru se dají vypálit na líh (matolinová pálenka se označuje jako matolinovice, oblastně vínovice,[5] na Slovensku terkelica, na území Maďarska törkölypálinka, italská se označuje jako grappa, řecká jako tsipouro)
- rmut z matolin vyrobíme v kádi připuštěním dostatečného množství vody (tak, aby v ní nestála)
- z vinných matolin se přidáním cukerného roztoku a následným zkvašením dá vyrobit matolinové víno (oblastně druhák)
- po vysušení se dají použít jako palivo
- využití jako hnojiva
- z vinných jader se lisuje hroznový olej